# Hunter Street
A Hunter Street: Kölykök póráz nélkül (eredeti cím: Hunter Street) 2017 és 2021 között vetített holland kalandsorozat, aminek alkotója Reint Schölvinck és Melle Runderkamp.
A producerei Rogier Visser, Willem Zijlstra és Frank Jan Horst. Zenéjét Ronald Schilperoort szerezte. Rendezője Erwin Van Den Eshof, Hans Somers és Bob Wilbers. A forgatókönyvet Reint Schölvinck, Melle Runderkamp, Anne Louise Verboon, Pauline Van Mantgem és Pasja Van Dam. A főszerepben Stony Blyden, Mae Mae Renfrow, Kyra Smith, Thomas Jansen, Daan Creyghton, Wilson Radjou-Pujalte, Kate Bensdorp, Eliyha Altena és Sarah Nauta láthatók. A sorozat gyártója a Blooming Media és Nickelodeon Productions, forgalmazója a Nickelodeon.
Amerikában a Nickelodeonon 2017. március 11-én mutatta be. Magyarországon 2018. április 16-án került bemutatásra szintén a Nickelodeonon.

## Ismertető

### Első évad
Amikor Mr. és Mrs. Hunter-nek nyoma vész, öt örökbefogadott gyerekükre hárul a feladat, hogy megoldják a rejtélyt, közben azt a látszatott fenntartva, hogy nincs semmi baj.

### Második évad
A Hunter családot újabb rejtély éri, amikor nevelőapjukat, Eriket bűncselekménnyel vádolják, és a gyerekek feladata, hogy feltörjék az esetet és tisztázzák a nevét.

### Harmadik évad
Hunter családot titokzatos utazásokon követi Amszterdam környékén, eposzos és izgalmas kalandokban kalauzolja őket, miközben rejtélyes nyomokkal, titkos szobákkal és váratlan,leleplezésekkel találkoznak.

### Negyedik évad
Nyár van. Anika és Oliver az édesapjukat próbálják felkutatni. A rengeteg izgalmakon túl benézzunk egy nyári iskolába és még sok más izgalmat tart.

## Szereplők

### Főszereplők
| Szereplő      | Színész               | Évadok | Magyar hang            | Leírás |
| ------------- | --------------------- | ------ | ---------------------- | --- |
| Anika Hunter  | Kyra Smith            | 1–     | Szűcs Anna Viola       | Az 1. örökbefogadott gyerek. Nagyon szeret játszani a telefonjával. |
| Tess Hunter   | Mae Mae Renfrow       | 1–2    | Pekár Adrienn          | A 2. örökbefogadott gyerek. Szeret könyvet olvasni. Inkább visszahúzódó. |
| Daniel Hunter | Thomas Jansen         | 1–2, 4 | Baráth István          | A 3. örökbefogadott gyerek. Titokban odáig van Simone-ért. A 2. évadban a rendőrkapitányságon lesz hallgató. 4.évadban már nem főszereplő                                                                                              |
| Sal Hunter    | Daan Creyghton        | 1–3    | Berecz Kristóf Uwe     | A 4. örökbefogadott gyerek. Nagyon ért a számítástechnikához. |
| Max Hunter    | Stony Blyden          | 1–2    | Penke Bence            | Az 5. örökbefogadott gyerek, Később megtalálják az igazi szüleit, és hozzájuk költözik. |
| Jake Hunter   | Wilson Radjou-Pujalte | 2-3    | Pál Dániel Máté        | A 6. örökbefogadott gyerek. A 2. évadban lesz új családtag . Nagyon szeret képregényt rajzolni. |
| Evie Hunter   | Kate Bensdorp         | 2–     | Kobela Kíra            | A 7. örökbefogadott gyerek. Ő is a 2. évadban csatlakozott a Hunter-famíliához. Félénk. Nagyon keveset beszél. A volt mostohaanyja Lucia (akihez Evie nem szeretne visszamenni) viszont mindenképp vissza akarja szerezni a gyámságát. |
| Oliver        | Eliyha Altena         | 3-     | Berkes Bence (3. évad) | A 3.évadban tünnik fel.Ő a műsor elején nem ismert.De a 3.évad végén kiderül hogy ő és Anika igazi testvérek |
| Oliver        | Eliyha Altena         | 3-     | Ács Balázs (4. évad)   | A 3.évadban tünnik fel.Ő a műsor elején nem ismert.De a 3.évad végén kiderül hogy ő és Anika igazi testvérek |
| Jasmyn        | Sarah Nauta           | 3-     | Laudon Andrea          | A műsorban az erdőben nyomoz |

### Visszatérő szereplők
| Szereplő         | Színész              | Évad | Magyar hang               | Leírás |
| ---------------- | -------------------- | ---- | ------------------------- | --- |
| Erik Hunter      | Ronald Top           | 1–   | Megyeri János             | A gyerekek apukája |
| Kate Hunter      | Tooske Ragas         | 1–   | Solecki Janka             | A gyerekek anyukája |
| Simone           | Yootha Wong-Loi-Sing | 1–2  | Csifó Dorina              | A rendőrnő. Daniel titokban szerelmes belé. |
| Sophie Saganash  | Zoë Harding          | 1–2  | Bogdányi Titanilla        | Jan Saganash lánya, aki végül a Hunterek oldalára áll. |
| Tim              | Barnaby Savage       | 1–2  | Czető Roland              | Gyámhivatal embere. Ő felügyel a gyerekekre amíg a szülők távol vannak. |
| Jan Saganash     | TBA                  | 1    | Petridisz Hrisztosz       | Sophie apja minden vágya hogy még szerezze a Hunter ház tulajdon okíratát |
| Jennie           | Alyssa Guerrouche    | 2, 4 | Molnár Ilona (2. évad)    | Újságkihordó lány. A 2. évadban ismerkednek vele össze a Hunterek. Salnek segít megtalálni a Hunter-felhő hackerét, közben közös érdeklődésüknek hála megkedvelik egymást. A 4. évadban is visszatér ott már főszerepben |
| Jennie           | Alyssa Guerrouche    | 2, 4 | Magyar Viktória (4. évad) | Újságkihordó lány. A 2. évadban ismerkednek vele össze a Hunterek. Salnek segít megtalálni a Hunter-felhő hackerét, közben közös érdeklődésüknek hála megkedvelik egymást. A 4. évadban is visszatér ott már főszerepben |
| Jerry            | Mark Wijsman         | 2    | Kisfalusi Lehel           | Sal gépének feltöröje. Nagyon ért a hackeléshez |
| Lucia            | Bonnie Williams      | 2    | Zakariás Éva              | Evie korábbi mostoha anyja, aki igazából csak Evie családjának a vagyonát akarja. Alapból utálja a gyerekeket. |
| Dottie           | Cystine Carreo       | 3-   | Kocsis Mariann            | Oliver nevelő anyukája.Nagyon fél minden átoktól ezért a nevelt fiát ezzel is védi. |
| Markus           | Thomas Cammaert      | 3-   | Baráth István             | A 3. évadban tűnik fel. Ő hozta össze Anikát és Olviert hogy a 2 testvér pár megismerje egymást |
| Rex Legend       | Charlie May          | 3    | TBA                       | |
| Florian          | Padraig Turley       | 4    | Bogdán Gergő              | Miss Lucas gyereke. |
| Josh             | Reiky de Valk        | 4    | Tóth Márk                 | A Lucas akadémia egyik tanulója. |
| Miss Lucas       | Mimi Ferrer          | 4    | TBA                       | A Miss Lucas akadémia igazgató nője |
| Alex Jackson     | Jakob Nieuwenhuijsen | 4    | TBA                       | TBA |
| Isabelle Jackson | Myrthe Burger        | 4    | TBA                       | TBA |

## Évados áttekintés
| Évad | Évad        | Epizódok    | Eredeti sugárzás  | Eredeti sugárzás     | Magyar sugárzás a -on | Magyar sugárzás a -on | Magyar sugárzás a -en | Magyar sugárzás a -en |
| Évad | Évad        | Epizódok    | Évadpremier       | Évadfinálé           | Évadpremier           | Évadfinálé            | Évadpremier           | Évadfinálé            |
| ---- | ----------- | ----------- | ----------------- | -------------------- | --------------------- | --------------------- | --------------------- | --------------------- |
|      | 1           | 20          | 2017. március 11. | 2018. április 16.    | 2018. április 16.     | 2018. május 11.       | 2021. január 16.      | 2021. március 8.      |
|      | 2           | 20          | 2018. január 29.  | 2018. február 23.    | 2018. június 11.      | 2018. július 6.       | 2021. január 12.      | 2021. április 24.     |
|      | 3           | 30          | 2019. július 29.  | 2019. szeptember 27. | 2019. október 7.      | 2019. november 15.    | 2021. január 15.      | 2021. november 21.    |
|      | 4           | 20          | 2021. április 19. | 2021. május 20.      | 2021. június 7.       | 2021. szeptember 17.  | 2022. február 7.      | 2022. március 4.      |
|      | Különkiadás | Különkiadás | 2017. március 11. | 2017. március 11.    | Nem került adásba     | Nem került adásba     | Nem került adásba     | Nem került adásba     |